# Tunísia nos Jogos Olímpicos de Verão de 2024
Tunísia participou dos Jogos Olímpicos de Verão de 2024, realizados em Paris, na França. Foi a 16.ª aparição do país nos Jogos Olímpicos de Verão desde a estreia em Roma 1960, sendo representado por 26 atletas que competiram em 13 esportes.
Conquistou três medalhas, uma de cada cor, sendo o ouro com Firas Katoussi na categoria até 80 kg masculino do taekwondo, a prata com Farès Ferjani no sabre masculino da esgrima e o bronze com Mohamed Khalil Jendoubi na categoria até 58 kg masculino do taekwondo.

## Medalhas
| Atleta                  | Esporte   | Evento                     | Medalha |
| ----------------------- | --------- | -------------------------- | ------- |
| Firas Katoussi          | Taekwondo | Até 80 kg masculino        | Ouro    |
| Farès Ferjani           | Esgrima   | Sabre individual masculino | Prata   |
| Mohamed Khalil Jendoubi | Taekwondo | Até 58 kg masculino        | Bronze  |

## Competidores
Esta foi a participação por modalidade nesta edição:
| Esporte        | Masculino | Feminino | Total |
| -------------- | --------- | -------- | ----- |
| Atletismo      | 2         | 1        | 3     |
| Boxe           | 0         | 1        | 1     |
| Canoagem       | 2         | 0        | 2     |
| Esgrima        | 1         | 1        | 2     |
| Halterofilismo | 1         | 0        | 1     |
| Judô           | 0         | 2        | 2     |
| Lutas          | 1         | 2        | 3     |
| Natação        | 1         | 1        | 2     |
| Remo           | 1         | 2        | 3     |
| Taekwondo      | 2         | 2        | 4     |
| Tênis          | 1         | 0        | 1     |
| Tiro           | 0         | 1        | 1     |
| Tiro com arco  | 0         | 1        | 1     |
| Total          | 12        | 14       | 26    |

## Desempenho

### Atletismo
- Q = Qualificado para a próxima fase
- q = Qualificado para a próxima fase como o perdedor mais rápido ou, em eventos de campo, pela posição sem atingir o alvo para qualificação
- N/A = Fase não aplicável para o evento
- Bye = Atleta não precisou disputar aquela fase

Masculino
Eventos de pista
| Atleta                | Evento                | Baterias | Baterias | Final   | Final | Ref.  |
| Atleta                | Evento                | Tempo    | Pos.     | Tempo   | Pos.  | Ref.  |
| --------------------- | --------------------- | -------- | -------- | ------- | ----- | ----- |
| Ahmed Jaziri          | 3000 m com obstáculos | 8:13.33  | 5 Q      | 8:08.02 | 5     | [ 5 ] |
| Mohamed Amin Jhinaoui | 3000 m com obstáculos | 8:25.24  | 4 Q      | 8:07.73 | 4     | [ 6 ] |

Feminino
Eventos de pista
| Atleta          | Evento                | Baterias | Baterias | Final       | Final       | Ref.  |
| Atleta          | Evento                | Tempo    | Pos.     | Tempo       | Pos.        | Ref.  |
| --------------- | --------------------- | -------- | -------- | ----------- | ----------- | ----- |
| Marwa Bouzayani | 3000 m com obstáculos | 9:10.91  | 6        | Não avançou | Não avançou | [ 7 ] |

### Boxe
Feminino
| Atleta         | Evento    | Fase de 32           | Oitavas de final     | Quartas de final     | Semifinal            | Final                | Final       | Ref.  |
| Atleta         | Evento    | Adversário Resultado | Adversário Resultado | Adversário Resultado | Adversário Resultado | Adversário Resultado | Pos.        | Ref.  |
| -------------- | --------- | -------------------- | -------------------- | -------------------- | -------------------- | -------------------- | ----------- | ----- |
| Khouloud Hlimi | Até 57 kg | Bye                  | TUR E Yıldız D 0–5   | Não avançou          | Não avançou          | Não avançou          | Não avançou | [ 8 ] |

### Canoagem

#### Slalom
Masculino
| Atleta      | Evento | Preliminar | Preliminar | Preliminar | Preliminar | Preliminar | Preliminar | Semifinal   | Semifinal   | Final       | Final       | Ref.  |
| Atleta      | Evento | Descida 1  | Pos.       | Descida 2  | Pos.       | Melhor     | Pos.       | Tempo       | Pos.        | Tempo       | Pos.        | Ref.  |
| ----------- | ------ | ---------- | ---------- | ---------- | ---------- | ---------- | ---------- | ----------- | ----------- | ----------- | ----------- | ----- |
| Salim Jemai | C-1    | 128.42     | 20         | 130.02     | 17         | 128.42     | 20         | Não avançou | Não avançou | Não avançou | Não avançou | [ 9 ] |
| Salim Jemai | K-1    | 101.11     | 19         | 90.03      | 11         | 90.03      | 17 Q       | 106.68      | 17          | Não avançou | Não avançou | [ 9 ] |

Caiaque cross
| Atleta      | Evento    | Tomada de tempo | Tomada de tempo | Primeira rodada | Repescagem | Baterias | Quartas     | Semifinal   | Final       | Pos. | Ref.  |
| Atleta      | Evento    | Tempo           | Pos.            | Posição         | Posição    | Posição  | Posição     | Posição     | Posição     | Pos. | Ref.  |
| ----------- | --------- | --------------- | --------------- | --------------- | ---------- | -------- | ----------- | ----------- | ----------- | ---- | ----- |
| Salim Jemai | Masculino | 68.91           | 12              | 2 Q             | Bye        | 3        | Não avançou | Não avançou | Não avançou | 18   | [ 9 ] |

#### Velocidade
Masculino
| Atleta            | Evento     | Eliminatórias | Eliminatórias | Quartas | Quartas | Semifinal   | Semifinal   | Final       | Final       | Ref.          |
| Atleta            | Evento     | Tempo         | Pos.          | Tempo   | Pos.    | Tempo       | Pos.        | Tempo       | Pos.        | Ref.          |
| ----------------- | ---------- | ------------- | ------------- | ------- | ------- | ----------- | ----------- | ----------- | ----------- | ------------- |
| Ghailene Khattali | C-1 1000 m | 4:23.05       | 5             | 4:28.44 | 5       | Não avançou | Não avançou | Não avançou | Não avançou | [ 10 ] [ 11 ] |

### Esgrima
Masculino
| Atleta        | Evento | Fase de 64           | Fase de 32           | Oitavas de final     | Quartas de final     | Semifinal              | Final                | Final            | Ref.   |
| Atleta        | Evento | Adversário Resultado | Adversário Resultado | Adversário Resultado | Adversário Resultado | Adversário Resultado   | Adversário Resultado | Pos.             | Ref.   |
| ------------- | ------ | -------------------- | -------------------- | -------------------- | -------------------- | ---------------------- | -------------------- | ---------------- | ------ |
| Farès Ferjani | Sabre  | Bye                  | KOR Gu B-g V 15–8    | HUN C Gémesi V 15–14 | CHN Shen C V 15–14   | EGY Z El-Sissy V 15–11 | KOR Oh S-u D 11–15   | Medalha de prata | [ 12 ] |

Feminino
| Atleta           | Evento | Fase de 64           | Fase de 32           | Oitavas de final     | Quartas de final     | Semifinal            | Final                | Final       | Ref.   |
| Atleta           | Evento | Adversário Resultado | Adversário Resultado | Adversário Resultado | Adversário Resultado | Adversário Resultado | Adversário Resultado | Pos.        | Ref.   |
| ---------------- | ------ | -------------------- | -------------------- | -------------------- | -------------------- | -------------------- | -------------------- | ----------- | ------ |
| Yasmine Daghfous | Sabre  | ALG Z Kehli V 15–12  | FRA S Balzer D 9–15  | Não avançou          | Não avançou          | Não avançou          | Não avançou          | Não avançou | [ 13 ] |

### Halterofilismo
Masculino
| Atleta         | Evento    | Arranco | Arranco | Arremesso | Arremesso | Total | Pos. | Ref.   |
| Atleta         | Evento    | Result. | Pos.    | Result.   | Pos.      | Total | Pos. | Ref.   |
| -------------- | --------- | ------- | ------- | --------- | --------- | ----- | ---- | ------ |
| Karem Ben Hnia | Até 73 kg | 149     | 8       | 181       | 8         | 330   | 8    | [ 14 ] |

### Judô
Feminino
| Atleta          | Evento        | Primeira fase        | Oitavas              | Quartas              | Semifinais           | Repescagem           | Final / DB           | Final / DB | Ref.   |
| Atleta          | Evento        | Adversário Resultado | Adversário Resultado | Adversário Resultado | Adversário Resultado | Adversário Resultado | Adversário Resultado | Pos.       | Ref.   |
| --------------- | ------------- | -------------------- | -------------------- | -------------------- | -------------------- | -------------------- | -------------------- | ---------- | ------ |
| Oumaima Bedioui | Até 48 kg     | VIE Hoàng T V 01–00  | FRA S Boukli D 00–10 | Não avançou          | Não avançou          | Não avançou          | Não avançou          | =9         | [ 15 ] |
| Sarra Mzougui   | Mais de 78 kg | POR R Nunes D 00–10  | Não avançou          | Não avançou          | Não avançou          | Não avançou          | Não avançou          | =17        | [ 16 ] |

### Lutas

#### Greco-romana
Masculino
| Atleta         | Evento    | Oitavas              | Quartas              | Semifinais           | Repescagem           | Final / DB           | Final / DB  | Ref.   |
| Atleta         | Evento    | Adversário Resultado | Adversário Resultado | Adversário Resultado | Adversário Resultado | Adversário Resultado | Pos.        | Ref.   |
| -------------- | --------- | -------------------- | -------------------- | -------------------- | -------------------- | -------------------- | ----------- | ------ |
| Souleymen Nasr | Até 67 kg | FRA M Sylla D 1–1    | Não avançou          | Não avançou          | Não avançou          | Não avançou          | Não avançou | [ 17 ] |

#### Livre
Feminino
| Atleta         | Evento    | Oitavas              | Quartas              | Semifinais           | Repescagem           | Final / DB           | Final / DB  | Ref.   |
| Atleta         | Evento    | Adversário Resultado | Adversário Resultado | Adversário Resultado | Adversário Resultado | Adversário Resultado | Pos.        | Ref.   |
| -------------- | --------- | -------------------- | -------------------- | -------------------- | -------------------- | -------------------- | ----------- | ------ |
| Siwar Bousetta | Até 62 kg | NOR G Bullen D 2–12  | Não avançou          | Não avançou          | Não avançou          | Não avançou          | Não avançou | [ 18 ] |
| Zaineb Sghaier | Até 76 kg | COL T Rentería D 4–8 | Não avançou          | Não avançou          | Não avançou          | Não avançou          | Não avançou | [ 19 ] |

### Natação
Masculino
| Atleta        | Evento       | Eliminatórias | Eliminatórias | Final       | Final       | Ref.   |
| Atleta        | Evento       | Tempo         | Pos.          | Tempo       | Pos.        | Ref.   |
| ------------- | ------------ | ------------- | ------------- | ----------- | ----------- | ------ |
| Ahmed Jaouadi | 400 m livre  | 3:46.19       | 9             | Não avançou | Não avançou | [ 20 ] |
| Ahmed Jaouadi | 800 m livre  | 7:42.07       | 2 Q           | 7:42.83     | 4           | [ 20 ] |
| Ahmed Jaouadi | 1500 m livre | 14:44.20      | 3 Q           | 14:43.35    | 6           | [ 20 ] |
| Ahmed Jaouadi | 10 km        | —             | —             | DNS         | DNS         | [ 20 ] |

Feminino
| Atleta            | Evento      | Eliminatórias | Eliminatórias | Final       | Final       | Ref.   |
| Atleta            | Evento      | Tempo         | Pos.          | Tempo       | Pos.        | Ref.   |
| ----------------- | ----------- | ------------- | ------------- | ----------- | ----------- | ------ |
| Jamila Boulakbech | 800 m livre | 9:21.38       | 16            | Não avançou | Não avançou | [ 21 ] |

### Remo
Masculino
| Atleta        | Evento        | Baterias | Baterias | Repescagem | Repescagem | Quartas | Quartas | Semifinais | Semifinais | Final   | Final | Ref.   |
| Atleta        | Evento        | Tempo    | Pos.     | Tempo      | Pos.       | Tempo   | Pos.    | Tempo      | Pos.       | Tempo   | Pos.  | Ref.   |
| ------------- | ------------- | -------- | -------- | ---------- | ---------- | ------- | ------- | ---------- | ---------- | ------- | ----- | ------ |
| Mohamed Taieb | Skiff simples | 7:10.13  | 5 R      | 7:11.57    | 3 S/EF     | —       | —       | 7:29.64    | 2 FE       | 7:00.31 | 26    | [ 22 ] |

Feminino
| Atleta                       | Evento           | Baterias | Baterias | Repescagem | Repescagem | Quartas | Quartas | Semifinais | Semifinais | Final   | Final | Ref.          |
| Atleta                       | Evento           | Tempo    | Pos.     | Tempo      | Pos.       | Tempo   | Pos.    | Tempo      | Pos.       | Tempo   | Pos.  | Ref.          |
| ---------------------------- | ---------------- | -------- | -------- | ---------- | ---------- | ------- | ------- | ---------- | ---------- | ------- | ----- | ------------- |
| Selma Dhaouadi Khadija Krimi | Skiff duplo leve | 7:31.19  | 5 R      | 7:25.21    | 3 S/AB     | —       | —       | 7:26.39    | 6 FB       | 7:21.65 | 11    | [ 23 ] [ 24 ] |

Legenda: FA = Final A (disputa de medalha); FB = Final B (sem disputa de medalha); FC = Final C (sem disputa de medalha); FD = Final D (sem disputa de medalha); FE = Final E (sem disputa de medalha); FF = Final F (sem disputa de medalha); SA/B = Semifinais A/B; SC/D = Semifinais C/D; SE/F = Semifinais E/F; QF = Quartas; R = Repescagem

### Taekwondo
Masculino
| Atleta                  | Evento    | Preliminar           | Oitavas                | Quartas              | Semifinais           | Repescagem           | Final / DB              | Final / DB        | Ref.   |
| Atleta                  | Evento    | Adversário Resultado | Adversário Resultado   | Adversário Resultado | Adversário Resultado | Adversário Resultado | Adversário Resultado    | Pos.              | Ref.   |
| ----------------------- | --------- | -------------------- | ---------------------- | -------------------- | -------------------- | -------------------- | ----------------------- | ----------------- | ------ |
| Mohamed Khalil Jendoubi | Até 58 kg | Bye                  | SRB L Korneev V 2–0    | AUS B Lewis V 2–0    | KOR Park T-j D 0–2   | Bye                  | ESP A Vicente V 2–0     | Medalha de bronze | [ 25 ] |
| Firas Katoussi          | Até 80 kg | Bye                  | AUS L Sejranovic V 2–0 | DEN E Hrnic V 2–0    | USA C Nickolas V 2–0 | —                    | IRI M Barkhordari V 2–0 | Medalha de ouro   | [ 26 ] |

Feminino
| Atleta       | Evento    | Preliminar           | Oitavas              | Quartas               | Semifinais           | Repescagem           | Final / DB           | Final / DB  | Ref.   |
| Atleta       | Evento    | Adversário Resultado | Adversário Resultado | Adversário Resultado  | Adversário Resultado | Adversário Resultado | Adversário Resultado | Pos.        | Ref.   |
| ------------ | --------- | -------------------- | -------------------- | --------------------- | -------------------- | -------------------- | -------------------- | ----------- | ------ |
| Ikram Dhahri | Até 49 kg | Bye                  | MEX D Souza V 2–1    | CRO L Stojković D 1–2 | Não avançou          | Não avançou          | Não avançou          | Não avançou | [ 27 ] |
| Chaima Toumi | Até 57 kg | —                    | USA F Dillon V 2–1   | IRI N Kiani D 1–2     | Não avançou          | BUL K Alizadeh D 0–2 | Não avançou          | Não avançou | [ 28 ] |

### Tênis
Masculino
| Atleta        | Evento  | Primeira rodada             | Segunda rodada       | Oitavas de final     | Quartas de final     | Semifinal            | Final                | Final       | Ref.   |
| Atleta        | Evento  | Adversário Resultado        | Adversário Resultado | Adversário Resultado | Adversário Resultado | Adversário Resultado | Adversário Resultado | Pos.        | Ref.   |
| ------------- | ------- | --------------------------- | -------------------- | -------------------- | -------------------- | -------------------- | -------------------- | ----------- | ------ |
| Moez Echargui | Simples | GBR D Evans D 2–6, 6–4, 2–6 | Não avançou          | Não avançou          | Não avançou          | Não avançou          | Não avançou          | Não avançou | [ 29 ] |

### Tiro
Feminino
| Atleta      | Evento             | Qualificação | Qualificação | Final       | Final       | Ref.   |
| Atleta      | Evento             | Marca        | Pos.         | Marca       | Pos.        | Ref.   |
| ----------- | ------------------ | ------------ | ------------ | ----------- | ----------- | ------ |
| Olfa Charni | Pistola de ar 10 m | 565          | 34           | Não avançou | Não avançou | [ 30 ] |

### Tiro com arco
Feminino
| Atleta        | Evento     | Ranqueamento | Ranqueamento | Fase de 64           | Fase de 32           | Oitavas              | Quartas              | Semifinal            | Final / DB           | Final / DB  | Ref.   |
| Atleta        | Evento     | Total        | Pos.         | Adversário Resultado | Adversário Resultado | Adversário Resultado | Adversário Resultado | Adversário Resultado | Adversário Resultado | Pos.        | Ref.   |
| ------------- | ---------- | ------------ | ------------ | -------------------- | -------------------- | -------------------- | -------------------- | -------------------- | -------------------- | ----------- | ------ |
| Rihab Elwalid | Individual | 593          | 62           | CHN Yang X D 3–7     | Não avançou          | Não avançou          | Não avançou          | Não avançou          | Não avançou          | Não avançou | [ 31 ] |